# محمد عطايلية
محمد عطايلية. جنرال جزائري متقاعد، التحق بصفوف جيش التحرير الوطني سنة 1955 وتدرج في سلّم الترقيات في صفوف الجيش الوطني الشعبي بعد الاستقلال.
شغل عدة مناصب عليا في وزارة الدفاع الوطني، كقائد للناحية العسكرية الرابعة من سنة 1969 إلى سنة 1979 وقائد للناحية العسكرية الأولى سنة 1979 إلى سنة 1988 ثم مفتشا عاما للجيش الوطني الشعبي من 1988 إلى 1990.
المجاهد عطايلية مسيرة حافلة بالنضال والجهاد.

## وفاته
وافته المنية يوم الأحد 09 ديسمبر 2017 بالمستشفى المركزي للجيش عن عمر ناهز 86 سنة، على معاناة طويلة مع المرض، وشيعت جنازته في اليوم الماولي بمقبرة العالية.